# Cryptamorpha rugicollis
Cryptamorpha rugicollis là một loài bọ cánh cứng trong họ Silvanidae. Loài này được Broun miêu tả khoa học năm 1910.